# Special Allied Airborne Reconnaissance Force

En février 1945, alors que la défaite de l'Allemagne semble imminente, le Supreme Headquarters Allied Expeditionary Force (SHAEF) reçoit l'ordre d'envoyer des troupes dont la mission est d'assurer la sécurité des prisonniers de guerre alliés et de faire les arrangements pour leur rapatriement rapide. À la suite de cet ordre, la Special Allied Airborne Reconnaissance Force (SAARF) est créée en mars 1945.

## Quartier-général
Un parcours de golf et ses installations à Wentworth (en), qui servait autrefois de quartier général du 21e groupe d'armées, est utilisé à la fois comme quartier-général et camp d'entraînement de la SAARF. L'Office of Strategic Services (OSS) et le Special Operations Executive (SOE) effectuent la formation des troupes spéciales. La SAARF reste sous le contrôle du SHAEF.

## Personnel

### Commandement
Le brigadier J. S. Nichols (en), un officier britannique, a été choisi pour le commandement, et le colonel Julian E. Raymond (en), un Américain, a été nommé commandant adjoint. 

### Personnel opérationnel
Les troupes sont composées de plusieurs nationalités : 120 Français, 96 Britanniques, 96 Américains, 30 Belges et 18 Polonais, totalisant 360 personnes. Beaucoup de membres britannique et français proviennent des unités d'opérations spéciales comme le BCRA.
La majorité des 96 Américains proviennent de l'OSS et des 82e et 101e divisions aéroportées. Un petit groupe, moins d'une demi-douzaine d'hommes, proviennent de la 13e division aéroportée. Un opérateur radio vient de l'US Navy. On comptait parmi le personnel plusieurs femmes qui avaient servi avec distinction comme agents du SOE en Europe occupée. 

### Équipes
Une unité opérationnelle classique de la SAARF était une équipe de trois personnes qui, à quelques exceptions près, était composée de deux officiers et d'un opérateur radio. Tous les personnels devaient être qualifiés parachutistes ; et ceux qui ne l'étaient pas étaient envoyés à l'École de formation parachutiste n°1 de la RAF à Ringway.
En raison du manque de temps pour la formation, les membres de chaque équipe étaient généralement de la même nationalité. Il a été décidé dès le début que le personnel féminin ne serait pas parachuté.

## Camps de prisonniers
En mars 1945, les Alliés ont traversé le Rhin et l'effondrement de l'Allemagne arrive plus rapidement que prévu. Le 21 avril, en réponse à une demande du gouvernement belge, huit des dix équipes belges sont envoyées à Bruxelles pour être employées, sur le terrain, par les différents groupes d'armées pour obtenir des renseignements concernant les conditions dans certains camps de prisonniers.
Quelques jours après, la SAARF est restructurée : les 60 équipes qui ont terminé leur formation sont retenues pour être parachutées tandis que les équipes restantes sont désignées aéro-transportables et devaient s'infiltrer par terre, habituellement des jeeps, pour mener leurs missions.
Les conditions dans les camps de prisonniers étaient considérés comme difficiles et il y avait une grande incertitude en ce qui concerne les plans d'Hitler à leur sujet. Il y avait de nombreux scénarios sur ce que les Allemands pouvaient faire des prisonniers de guerre. De plus, si les Allemands abandonnaient les camps avant l'arrivée des armées alliées, les prisonniers risquaient la famine et la maladie et, peut-être, d'être à la merci de violences perpétrées par la population ou l'armée. 
Il avait été prévu que les équipes de la SAARF seraient parachutées à proximité des camps de prisonniers de guerre, reconnaîtraient la situation, et enverraient un rapport sur les conditions du camp. Bien que l'on pensait peu probable que les équipes pourraient influencer directement le mouvement des prisonniers, ils pouvaient essayer de fournir de la nourriture et des fournitures médicales dans les camps si les conditions le justifiaient.

### Dissolution
La SAARF a été dissoute le 1er juillet 1945. Ce fut une unité à la vie brève marquée par le secret, la plupart des vétérans endurcis provenaient des parachutistes et des unités spéciales.